# Anatolij Szakun
Anatolij Dmytrowycz Szakun, ukr. Анатолій Дмитрович Шакун, rus. Анатолий Дмитриевич Шакун, Anatolij Dmitrijewicz Szakun (ur. 2 stycznia 1948 w Konstancy, zm. 27 lutego 2020) – ukraiński piłkarz grający na pozycji napastnika, trener piłkarski.

## Kariera piłkarska

### Kariera klubowa
Wychowanek Szkoły Piłkarskiej Trudowi Rezerwy Ługańsk. Pierwsze trenerzy P.K.Bujanow i B.W.Fomiczew. W 1965 rozpoczął karierę piłkarską w klubie Zoria Ługańsk, a w 1975 zakończył w nim karierę zawodową, wychodząc 119 razy na boisko w koszulce Zorii i strzelając 19 bramek.

### Kariera reprezentacyjna
Występował w juniorskiej reprezentacji ZSRR.

## Kariera trenerska
Po zakończeniu kariery piłkarskiej rozpoczął pracę trenerską. Od 1976 do 2009 pracował z przerwami w Szkole Piłkarskiej Zoria Woroszyłowgrad. W latach 1978–1979, 1981 oraz 1990–1993 pomagał trenować rodzimy klub, a w czerwcu 1993 objął stanowisko głównego trenera Zorii, z którą pracował do kwietnia 1994. Potem pracował w klubach Dynamo Ługańsk (asystent), Awanhard Roweńky i Szachtar Ługańsk.

## Sukcesy i odznaczenia

### Sukcesy klubowe
- mistrz 2 Grupy Klasy A ZSRR: 1966
- finalista Pucharu ZSRR: 1974, 1975

### Sukcesy indywidualne
- wybrany do listy 33 najlepszych piłkarzy Ukraińskiej SRR: Nr 2 (1969)

### Odznaczenia
- tytuł Mistrza Sportu ZSRR: 1966